# きこえタマゴ!
『きこえタマゴ!』は、NHKラジオ第1で2017年4月3日から2019年3月30日まで放送された子供向けの教養・教育番組である。2017年度の放送時間は、同年4月から9月までは毎週月曜 - 水曜 19:40 - 19:59、同年10月から2018年3月までは毎週月曜 - 金曜 19:40 - 19:59 （日本標準時）に放送された。

## 概要
ラジオ第1の定時番組では珍しい「子どもたちが主役」をコンセプトにした帯番組で、ラジオ第1での子供向け番組は『子供の時間』を発端とする枠が終了した1966年以来の復活となる。4月から9月までは『スペースシップちきゅーん』を、10月から翌年3月までは月曜日 - 木曜日までの放送が小学生向けの『スペースシップちきゅーん』と金曜日の放送が乳幼児向けの『ミウミウとようちゅーん』といった2つの番組が放送されていた。
2018年度は放送時間を変更し、土曜 8:05 - 8:55の放送となり、乳幼児〜小学生向けの『空想科学ランド』といった番組を放送する。2019年3月30日をもって終了。

## 2017年度

### 月曜 - 水曜
月曜 - 水曜には『スペースシップちきゅーん』を放送していた。
渋谷に不時着した宇宙船からの生放送番組として、宇宙船の動力となる子供の声を集めるために番組を放送する設定。「こどもが参加してこどもが楽しめる」番組をコンセプトに、子どもが電話やメールなどで気軽に参加できる企画を中心に放送している。パーソナリティはかもめんたる、オープニングナレーションは細野晴臣が担当。

### 木曜
10月から翌年3月までのプロ野球ナイターオフ限定で月曜 - 水曜と同様『スペースシップちきゅーん』を放送していた。
月に1度はラジオドラマを制作・放送することが決まっていたが放送されることは無かった。

### 金曜
木曜と同様、10月から翌年3月までのプロ野球ナイターオフ限定で『ミウミウとようちゅーん』として収録放送を行った。
この曜日には、主に乳幼児などの未就学児をターゲットにした番組を放送する。パーソナリティは坂本美雨。文科省の幼稚園教育要綱・厚労省の保育園保育指針では音楽表現として扱われる。
なお、金曜のレギュラー放送開始以前の2017年7月14日と9月15日、9月22日にも『きこえタマゴ!』と題しての単発放送を行ったが、内容は7月14日と9月22日が『こどものじかん』（2016年に坂本が出演していた番組）、9月15日が『スペースシップちきゅーん』の再放送であった。
2018年3月9日は通常通り放送する予定だったが、その日は財務省の理財局長を務めていた佐川宣寿が辞任の意向を固めたニュースを中心に本来の時間帯を超えてNHKきょうのニュースが7時50分（8時までの後10分は各地のニュースと気象情報）まで放送した為休止。その日のすっぴん!11時台を休止してまで11:05 - 11:30と一足早く放送した香山リカのココロの美容液と共に3月15日（時間帯は11:30 - 11:50）に代替放送された。

## 2018年度
2018年度は週1回の放送に変更となり、『空想科学ランド』・『時代へGO!』として放送される。『きこえタマゴ!スペシャル・JOYラジランド』の反響を受けてレギュラー昇格となった。パーソナリティはJOY、安治美穂。乳幼児向けの『ミウミウとようちゅーん』・小学生向けの『スペースシップちきゅーん』とは異なり、スタジオにゲストを招く形での科学談義や歴史談義のほかサイト上ではリスナーから寄せられてきた絵の展示を行う。
2018年4月28日放送分の「ハモぞう」コーナーにて『徳光和夫 とくモリ! 歌謡サタデー』（ニッポン放送）から徳光和夫が電話出演し、局の垣根を越えたコラボレーションとして実現した。
最初の挨拶は「もしもしおはよう」の略語の「もしよう」で始まり、最後の挨拶は素敵な週末を楽しむ為に電話に出ている子供たちが、JOYと安治と一緒に「エンジョーイ!」（ENJOY）と言って締める事になっている。